# Sarcosphaera
Sarcosphaera é um gênero de fungos pertencente à família Pezizaceae, dentro da ordem Pezizales. Inicialmente considerado um gênero monotípico, com a única espécie Sarcosphaera coronaria, conhecida popularmente em inglês como pink crown, violet crown-cup ou violet star cup, estudos recentes indicaram maior diversidade no gênero, com espécies como S. coronaria e S. crassa na Europa e Norte da África, além de outras na América do Norte (como S. columbiana, S. pacifica, S. montana e S. gigantea) e na Ásia.
S. coronaria é um fungo em forma de taça, de coloração esbranquiçada a acinzentada, caracterizado pela maneira como a taça se divide em lobos a partir do topo. O corpo frutífero, geralmente encontrado parcialmente enterrado no solo, inicialmente assemelha-se a uma bola oca e carnuda. Diferentemente destes, ele se abre a partir do topo, formando uma taça com cinco a dez raios pontiagudos, alcançando até 12 cm de diâmetro. A superfície interna é marrom-lavanda.
O fungo é comum em florestas temperadas de coníferas em regiões montanhosas, crescendo sob o húmus no solo florestal, frequentemente aparecendo após o derretimento da neve, no final da primavera e início do verão. Com distribuição ampla, foi coletado na Europa, Israel, parte asiática da Turquia, norte da África e América do Norte. Na Europa, é considerado uma espécie ameaçada em 14 países. Embora já tenha sido classificado como um fungo comestível, seu consumo não é recomendado devido a relatos de intoxicações que causam dores abdominais e, em um caso, morte. Os corpos frutíferos podem bioacumular o metaloide tóxico arsênio presente no solo.

## Taxonomia

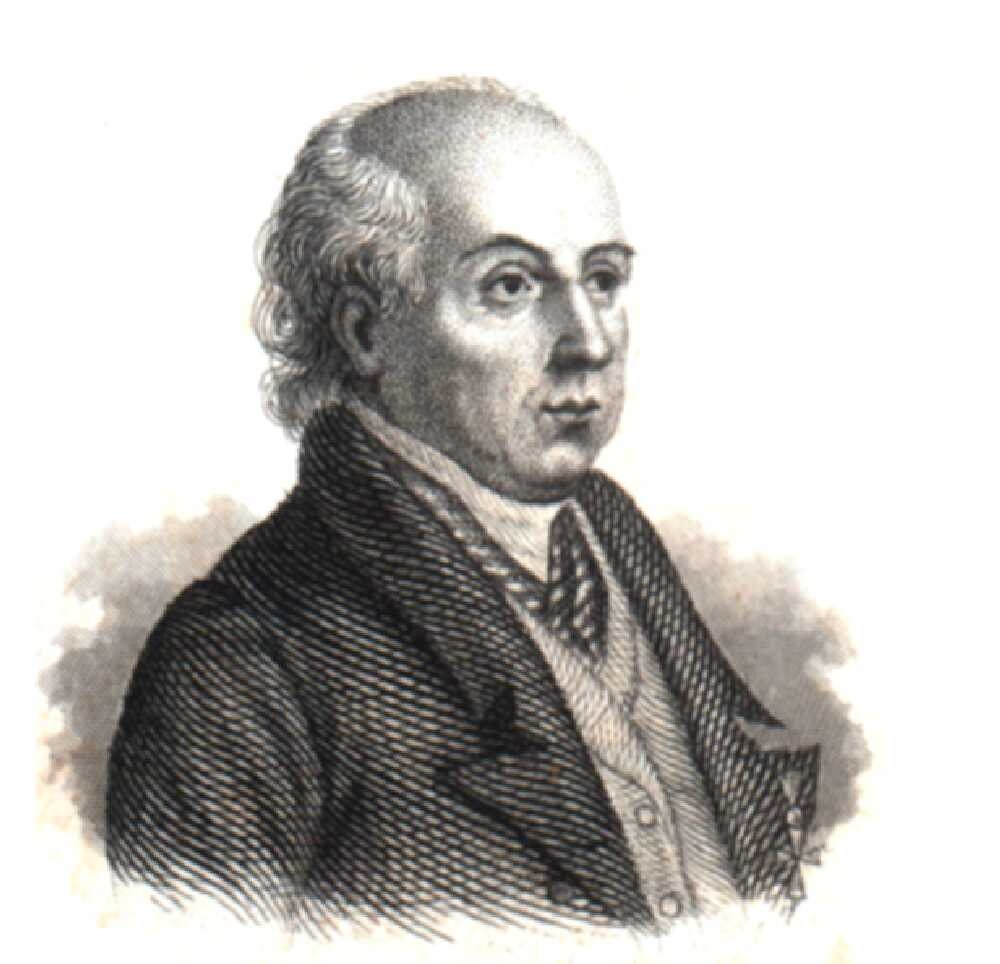
Peziza coronaria foi descrita pela primeira vez por Nikolaus Joseph von Jacquin em 1778.

O gênero Sarcosphaera foi descrito em 1869 por Bernhard Auerswald [en], para incluir a espécie então chamada Peziza macrocalyx. A espécie Sarcosphaera coronaria foi originalmente nomeada Peziza coronaria pelo cientista holandês Nikolaus Joseph von Jacquin em 1778, passando por várias mudanças de nomenclatura até ser designada com seu nome atual em 1908 por Joseph Schröter [en]. O nome genérico deriva do grego e significa "bola de carne", enquanto o epíteto específico em latim, coronaria, refere-se à forma de coroa do corpo frutífero aberto. A espécie é conhecida por nomes populares em inglês como "crown fungus", "pink crown", "violet crown-cup" ou "violet star cup".
Diversos táxons foram associados ao gênero Sarcosphaera ao longo do tempo, mas muitos carecem de descrições modernas e não foram registrados desde suas coletas originais. Por exemplo, Sarcosphaera funerata foi renomeada por Fred Jay Seaver em 1930 a partir do basônimo Peziza funerata, descrito por Cooke em 1878. Sarcosphaera gigantea, coletada em Michigan, foi originalmente descrita como Pustularia gigantea por Heinrich Rehm [en] em 1905, sendo considerada distinta de S. coronaria devido ao menor tamanho de seus esporos. Sarcosphaera ulbrichiana foi descrita por Wilhelm Kirschstein [en] em 1943. Outros táxons foram reduzidos a sinônimos de S. coronaria ou transferidos para outros gêneros. Sarcosphaera eximia (originalmente Peziza eximia de Durieu & Lév. 1848, e transferida para Sarcosphaera por René Charles Joseph Maire), Sarcosphaera crassa (considerada por Zdenek Pouzar em 1972 como o nome correto para S. coronaria) e Sarcosphaera dargelasii (originalmente Peziza dargelasii de Gachet 1829, transferida por Nannfeldt [en]) já foram considerados sinônimos de S. coronaria. Sarcosphaera ammophila (originalmente Peziza ammophila Durieu & Mont.) e Sarcosphaera amplissima (originalmente Peziza amplissima Fr. 1849) foram transferidas de volta para o gênero Peziza. A 10ª edição do Dictionary of the Fungi (2008) considera Sarcosphaera como monotípico, e o Index Fungorum reconhece apenas Sarcosphaera coronaria como válida.
Em 1947, Helen Margaret Gilkey [en] descreveu o gênero Caulocarpa com base em uma única coleta no condado de Wallowa, Oregon. A espécie-tipo, C. montana, foi inicialmente classificada como uma trufa (no então extinto grupo Tuberales) devido ao seu corpo frutífero compartimentado e hábito de crescimento subterrâneo. Posteriormente, o micologista James Trappe observou semelhanças com Sarcosphaera. Trinta anos depois, ao revisitar o local original no leste do Oregon, Trappe encontrou espécimes frescos que confirmaram a descrição de Gilkey, mas alguns haviam se aberto de forma semelhante a Sarcosphaera, sugerindo que os espécimes originais não haviam emergido completamente devido a fatores ambientais. A análise microscópica do material-tipo revelou que a espécie era Sarcosphaera coronaria (então chamada S. crassa), e Caulocarpa é agora considerado um sinônimo genérico de Sarcosphaera.
Sarcosphaera é classificada na família Pezizaceae, ordem Pezizales. Análises filogenéticas de sequências de DNA ribossômico indicam que Sarcosphaera forma um clado com os gêneros Boudiera [en] e Iodophanus [en], sendo estes três táxons um grupo irmão de Ascobolus e Saccobolus (ambos da família Ascobolaceae). Espécies das famílias Pezizaceae e Ascobolaceae distinguem-se de outros táxons de Pezizales pela reação positiva ao iodo na parede do asco. Uma análise filogenética de 2005, combinando dados de três genes (subunidade maior do RNA ribossômico (LSU), RNA polimerase II (RPB2) e beta-tubulina), mostrou que Sarcosphaera é intimamente relacionada ao gênero de trufas Hydnotryopsis [en], corroborando resultados anteriores baseados apenas em sequências de LSU rDNA.

## Descrição

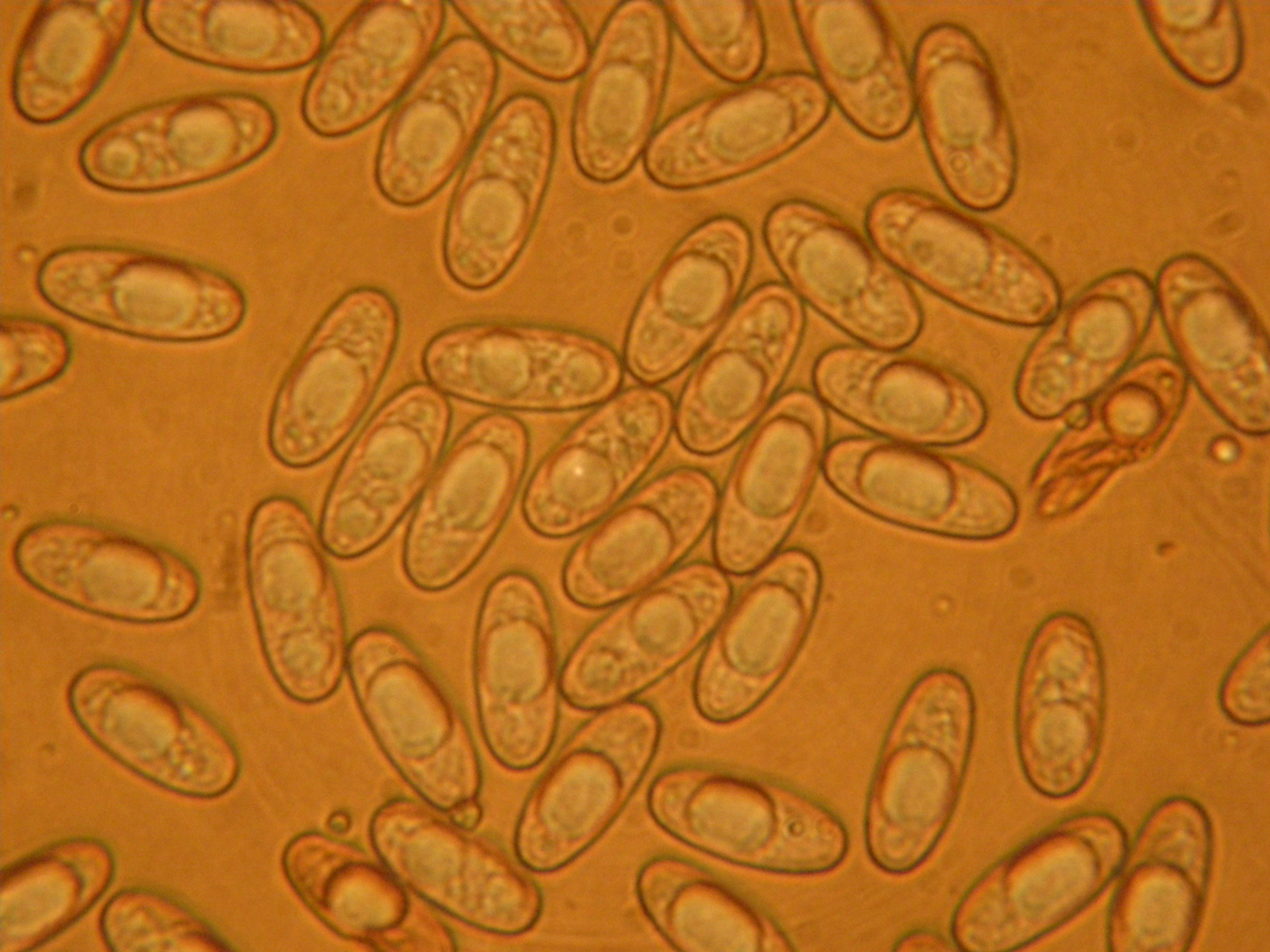
Os esporos elipsoides têm extremidades arredondadas e geralmente contêm duas grandes gotas de óleo

Sarcosphaera é parcialmente hipógeo (frutifica sob o solo) e emerge como uma bola oca de cor esbranquiçada a creme. Jovens espécimes são cobertos por uma membrana protetora fina e facilmente removível. Ao amadurecer, a taça se abre, expondo a camada interna portadora de esporos (himênio). A taça, com até 12 cm de diâmetro, é inicialmente esférica, mas se divide em cinco a dez projeções semelhantes a raios, conferindo a forma de uma coroa. A superfície externa é branca, enquanto a interna é lilás-acinzentada, podendo desbotar para um tom marrom-lavanda com a idade. A carne é branca, espessa e frágil. Alguns espécimes podem apresentar um estipe curto e robusto.
S. coronaria não possui sabor ou odor distintos, embora uma fonte mencione que, com a idade, o odor pode lembrar ruibarbo.
Os esporos são hialinos (translúcidos), lisos, elipsoides com extremidades truncadas, medindo 11,5–20 por 5–9 μm, e geralmente contêm duas grandes gotas de óleo. As paráfises (células filamentosas estéreis entre os ascos) têm 5–8 μm de largura na ponta, são ramificadas, sépticas (com divisórias celulares) e constritas nos septos. Os ascos são cilíndricos, medindo 300–360 por 10–13 μm, com pontas que se tornam azuis com o reagente de Melzer. As paráfises, finamente cilíndricas, têm pontas ligeiramente inchadas e são bifurcadas na base.

### Composição química
A análise química de corpos frutíferos coletados na Turquia revelou a seguinte composição em material seco: proteína, 19,46%; gordura, 3,65%; cinzas, 32,51%; carboidratos, 44,38% (incluindo 6,71% de celulose não digerível). Os corpos frutíferos frescos têm um teor de umidade do solo de 84,4%. O fungo é uma boa fonte de vanádio, com uma concentração de 0,142 mg/kg (peso seco), conforme estudo de 2007.

### Espécies semelhantes

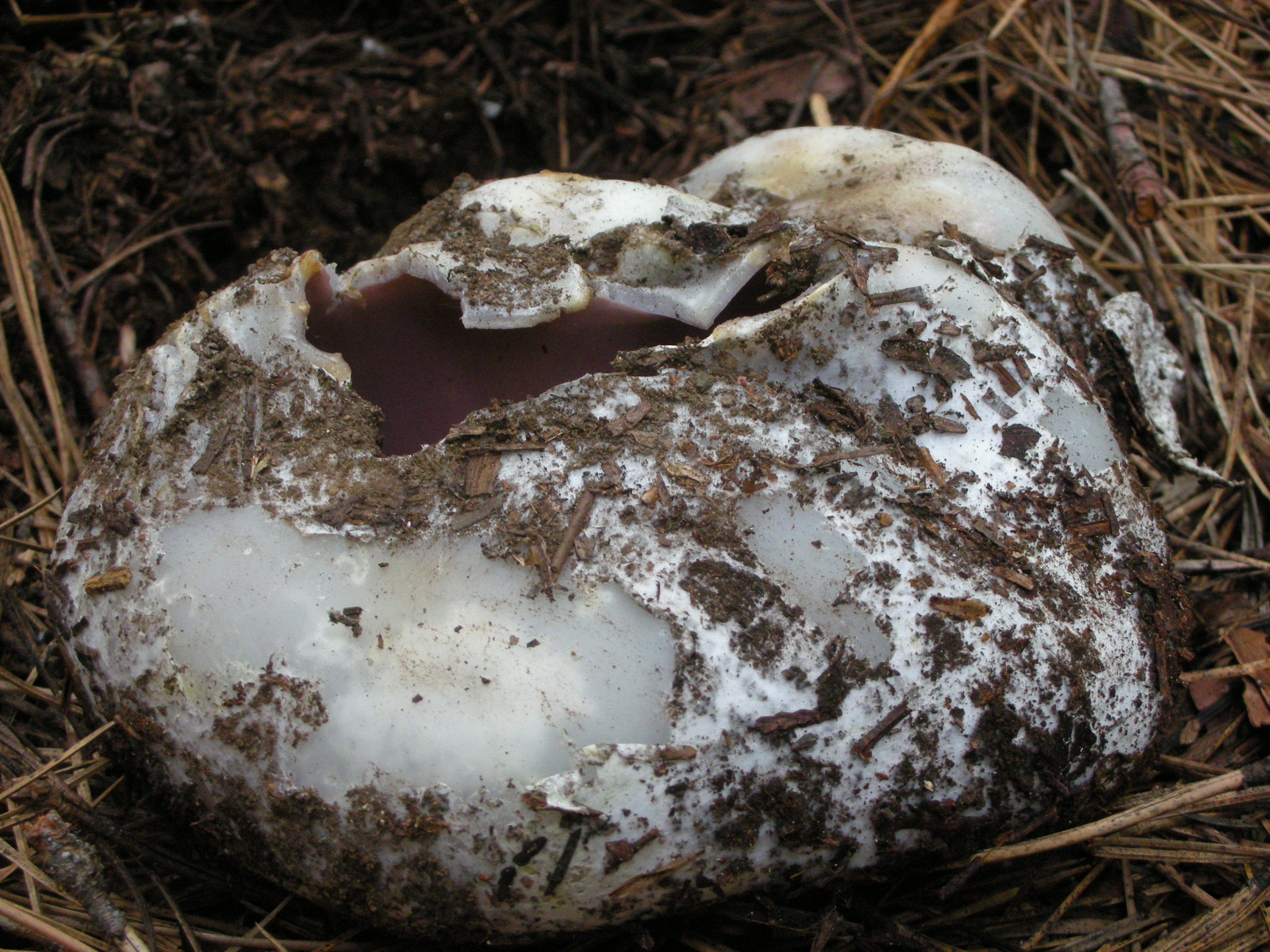
Corpos frutíferos imaturos assemelham-se a trufas

Corpos frutíferos imaturos e fechados podem ser confundidos com trufas, mas são diferenciados pelo interior oco. Espécimes maduros lembram vagamente o fungo Scleroderma polyrhizum [en], mas este apresenta coloração marrom-amarelada, sem o tom roxo de Sarcosphaera coronaria. Peziza ammophila [en] (anteriormente classificada como Sarcosphaera) tem uma superfície externa marrom a marrom-escura e, quando jovem, é em forma de taça. Neournula puchettii também possui um himênio rosado, mas é menor e sempre em forma de taça. Geopora sumneriana [en] é outro fungo em taça que se assemelha a S. coronaria em sua forma e hábito de crescimento subterrâneo, mas seu himênio é creme com tons de ocre, e a superfície externa é coberta por pelos marrons. Geopora sepulta [en] também pode ser considerada semelhante, sendo macroscopicamente indistinguível de G. sumneriana.
Geopora arenicola [en] e Peziza violacea [en] também são semelhantes.

## Distribuição e habitat
O fungo está presente em 23 países europeus, no norte da África e na América do Norte, desde a Colúmbia Britânica até Michigan e Nova York, e ao sul até Veracruz, México. Também foi coletado em Israel e na parte asiática da Turquia.

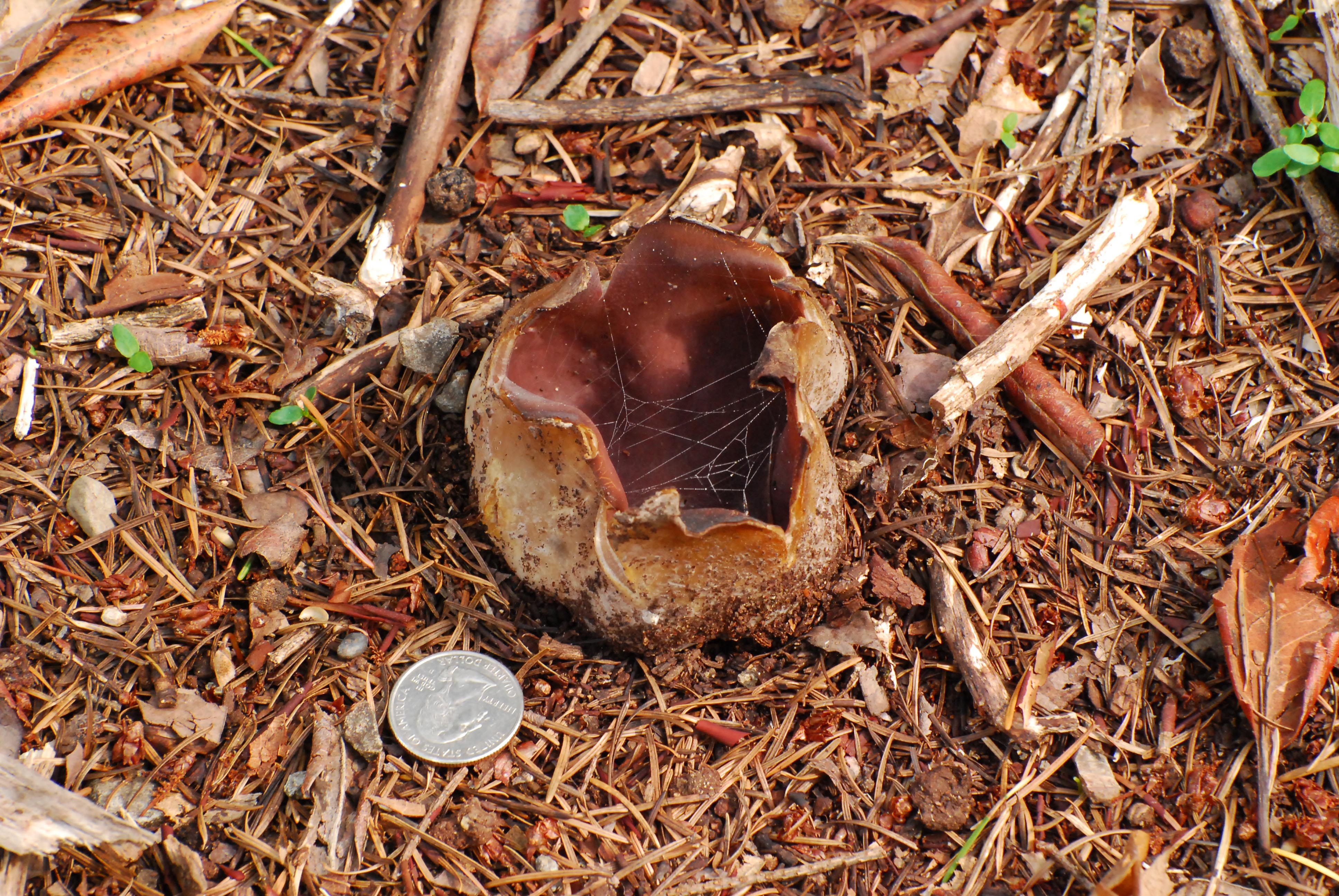
Corpos frutíferos mais velhos apresentam superfícies internas marrom-lavanda

Os corpos frutíferos aparecem isolados, dispersos ou agrupados em florestas de folha larga, preferencialmente com faias, e menos frequentemente com coníferas. Há uma preferência por solos calcários, mas também crescem em rochas matrizes. Por seu desenvolvimento inicial ser subterrâneo, os corpos frutíferos jovens são facilmente ignorados, pois ficam cobertos por terra ou detritos florestais. São mais comuns em regiões montanhosas, aparecendo com maior frequência na primavera, muitas vezes próximo à neve derretida.

## Ecologia
Historicamente, Sarcosphaera coronaria foi considerada saprófita, obtendo nutrientes da decomposição de matéria orgânica. No entanto, o fungo é encontrado apenas com árvores que formam micorrizas, frequentemente em locais onde ocorre abundantemente ano após ano, sugerindo um estilo de vida micorrízico. Um estudo de 2006 sobre fungos da ordem Pezizales reforça que a espécie é um simbionte ectomicorrízico, indicando que os espécimes de Pezizales incluem mais fungos ectomicorrízicos do que se pensava anteriormente.
Na Europa, o fungo está na lista vermelha de 14 países e é considerado uma espécie ameaçada pelo Conselho Europeu para Conservação de Fungos. Está em consideração para inclusão na Convenção sobre a Vida Selvagem e os Habitats Naturais na Europa. As principais ameaças incluem perda e degradação de habitats devido ao desmatamento e perturbação do solo.

## Toxicidade
Diversos casos de intoxicação atribuídos a esta espécie foram relatados na Europa, incluindo uma intoxicação fatal na região de Jura em 1920, após a qual foi emitido um alerta para não consumi-la crua ou em saladas.
Os corpos frutíferos podem bioacumular o metal pesado tóxico arsênio do solo na forma de ácido metilarsênico. Embora menos tóxico que o trióxido de arsênio, ainda é relativamente perigoso. Concentrações acima de 1000 mg/kg (peso seco) são comuns. Em uma publicação de 2004, um espécime maduro coletado perto de Český Šternberk, na República Tcheca, apresentou uma concentração de arsênio de 7090 mg/kg (peso seco), a maior já registrada em um fungo. Normalmente, fungos micorrízicos coletados em áreas não poluídas têm concentrações de arsênio inferiores a 1 mg/kg. Em um estudo turco de 2007 com 23 espécies de cogumelos comestíveis selvagens (coletados em áreas não poluídas), S. coronaria apresentou a maior concentração de arsênio, com 8,8 mg/kg (peso seco), enquanto outras espécies variaram de 0,003 mg/kg (em Sarcodon leucopus [en]) a 0,54 mg/kg (em Lactarius salmonicolor).

## Usos
Embora a literatura mais antiga descreva S. coronaria como uma espécie comestível, a literatura moderna desaconselha seu consumo. Ela pode causar desconforto gastrointestinal em algumas pessoas, com sintomas semelhantes aos provocados por fungos do gênero Morchella. Apesar de comestíveis após cozimento, os corpos frutíferos são raramente coletados por catadores de cogumelos e não têm valor comercial.

### Livros citados
- Jordan M (2004). The Encyclopedia of Fungi of Britain and Europe. London, UK: Frances Lincoln. ISBN 0-7112-2378-5
- Kirk PM, Cannon PF, Minter DW, Stalpers JA (2008). Dictionary of the Fungi 10th ed. Wallingford, UK: CABI. ISBN 978-0-85199-826-8